# Thore Brogårdh
Thore Brogårdh, född 16 mars 1923 i Limhamn, död 7 mars 2018 i Vittsjö, var en svensk hembygdsforskare, författare och skulptör.
Han gifte sig 1946 med Margreth Bengtsson (död 1986) från Osby. Han drev i Malmö ett handelsföretag, men flyttade 1951 till en gård i Sjuhult i Hallaryds socken. Efter att ha arbetat som affärsman engagerade han sig för folklivsforskning på heltid genom att dokumentera arbete och liv i gränstrakterna Skåne, Halland och Småland. Han bodde i Sjuhult till 1990, då han flyttade till Vittsjö.
Han använde sig av kamera och rullbandspelare. Thore Brogårdh skrev 35 böcker, varav den första, Bland göingar och smålänningar utkom 1958. Han utgav också LP-skivor med berättare och medarbetade i tidskriften Byahornet. Han donerade på 2000-talet omkring 3 000 fotografier till Osby bibliotek. Brogårdhssamlingen invigdes 2010 och är sökbar över Internet.
Han har också skapat bronsskulpturerna Snapphanen Ubbe från 1997 och Pensionatsgästerna från 2006, båda i Vittsjö. År 2003 fick han Berättarnätet Kronobergs "Mickelpriset".
Paret Brogårdh hade sonen Torgny, född 1947.